# Costa de Oro neerlandesa
La Costa de Oro neerlandesa o Guinea neerlandesa, oficialmente las Posesiones Neerlandesas de la Costa de Guinea (en neerlandés: Nederlandse Bezittingen ter Kuste van Guinea) fue una parte de la actual Ghana que fue colonizada gradualmente por los Países Bajos a partir de 1598.
La colonia se convirtió en la colonia neerlandesa más importante en África Occidental después de que el Fuerte Elmina fuera capturado de manos portuguesas en 1637, pero entró en una desorganización total después de que el comercio de esclavos fuera abolido a principios del siglo XIX. El 6 de abril de 1872 la Costa de Oro Neerlandesa fue, según los Tratados anglo-neerlandeses de 1870-71, cedida en forma ceremonial al Reino Unido.

## Historia

### Primeros asentamientos neerlandeses en la Costa de Oro

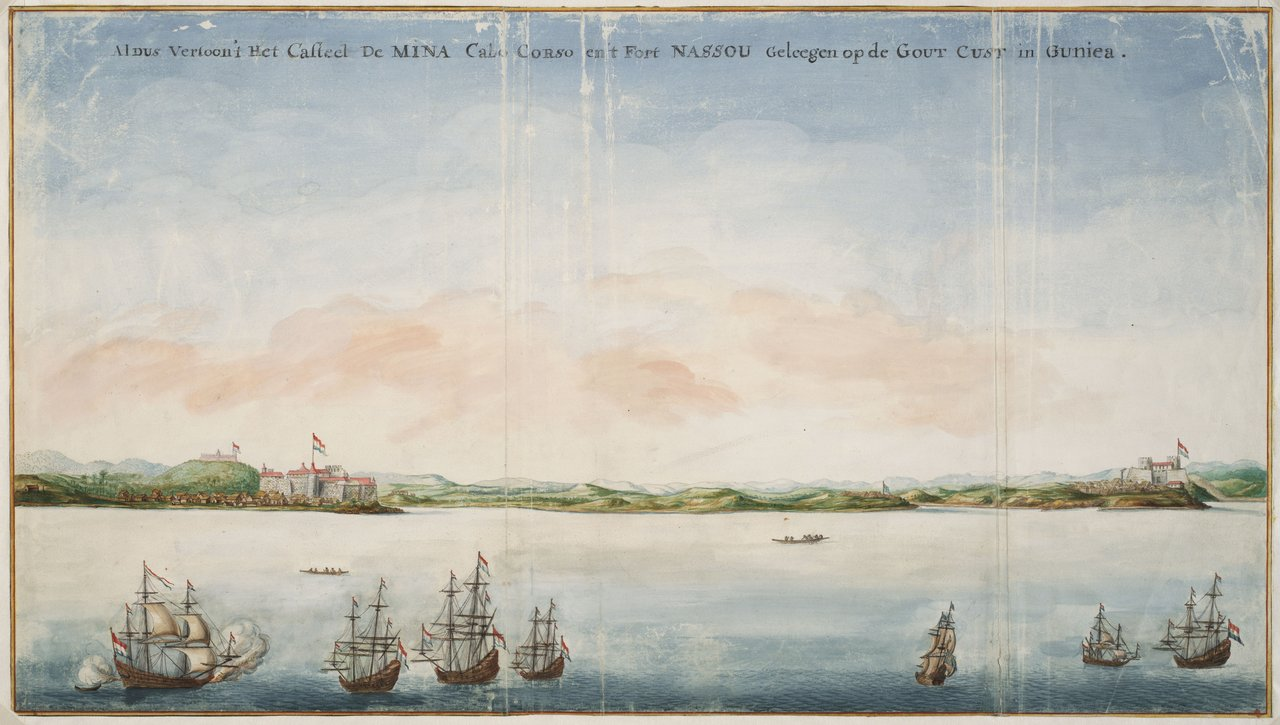
Pintura de Johannes Vingboons del Fuerte de São Jorge en Elmina y el Fuerte Nassau en Mouri.

Los portugueses fueron los primeros europeos en llegar al territorio que actualmente es parte de Ghana. Para 1471, habían llegado al área que posteriormente se llegó a conocer como la Costa del Oro debido a que era una importante fuente del metal precioso.
El interés de los portugueses por comerciar oro, marfil, y pimienta se incrementó tanto en 1482 que construyeron su propio puesto de comercio permanente en la costa occidental de la actual Ghana. Esta fortaleza, un castillo de comercio llamado São Jorge da Mina, fue construido para proteger al comercio portugués de los competidores europeos.
La posición de los portugueses en la Costa de Oro se mantuvo segura por más de un siglo. Durante ese tiempo, Lisboa buscó monopolizar todo el comercio de la zona en manos de la corona, designó los administradores de São Jorge y usó la fuerza para prevenir que los ingleses, franceses y neerlandeses puedan comerciar en la costa. Después de que Barent Eriksz lograse navegar exitosamente a la Costa de Oro en 1591, los comerciantes neerlandeses comenzaron a operar en la zona. Las publicaciones de Pieter de Marees hicieron aumentar el interés en la zona por parte de los comerciantes.
La tregua de los doce años entre los Habsburgo y las Provincias Unidas, que duró desde 1609 hasta 1621, perjudicó al comercio neerlandés en la Costa de Oro, ya que ahora los portugueses contaban con suficientes recursos para proteger su monopolio comercial en la zona. Fue por esto que los comerciantes neerlandeses solicitaron a los Estados Generales de los Países Bajos la construcción de un fuerte en la costa. Los Estados Generales aceptaron su solicitud, y enviaron a Jacob Clantius, quien luego se convertiría en el primer General de la Costa, a la Costa del Oro en 1611. En 1612 después de haber obtenido el permiso de los líderes locales a través del Tratado de Asebu, construyó el Fuerte Nassau cerca de Moree (Abura-Asebu-Kwamankese) en el sitio donde originalmente había un puesto comercial neerlandés que fue quemado por los portugueses en 1610.
Una vez concluida la tregua de los doce años en 1621, se fundó la Compañía Neerlandesa de las Indias Occidentales, la cual trató de tomar las colonias portuguesas en África y América como parte del Groot Desseyn. Después de fracasar en 1625, la compañía logró capturar el castillo portugués de Elmina en 1637. Los fuertes San Sebastián en Shama y Santo Antonio en Axim cayeron en manos neerlandesas en 1640 y 1642, respectivamente.

### Competencia con otras potencias europeas

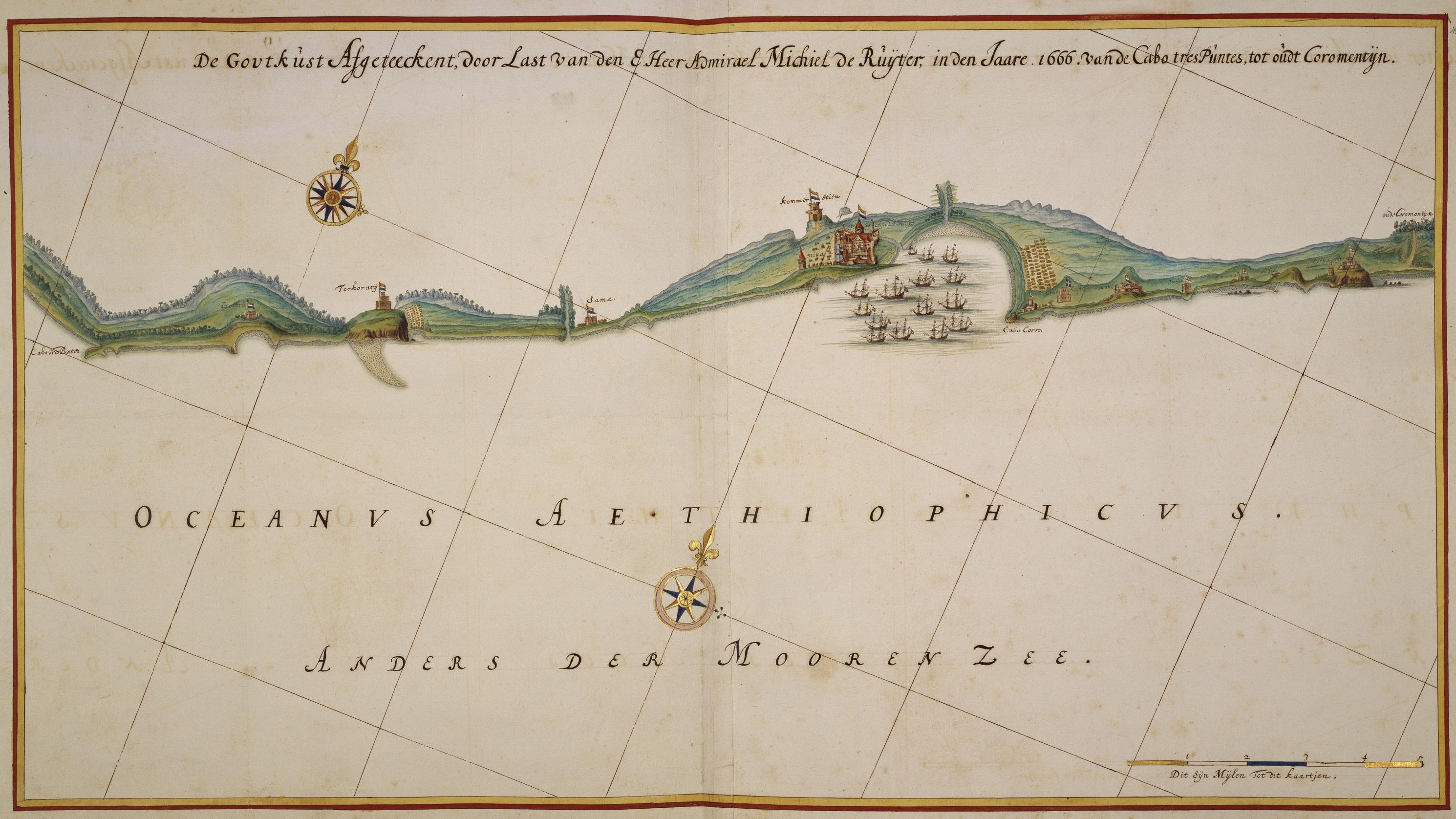
Mapa de la Costa de Oro solicitado por el Almirante Michiel de Ruyter en 1666, durante la segunda guerra anglo-neerlandesa.

En 1621 los Países Bajos otorgaron el monopolio comercial en todas las Indias Occidentales, incluyendo a la Costa del Oro, a la Compañía Neerlandesa de las Indias Occidentales. El mal manejo de la compañía hizo que muchos de sus empleados buscasen trabajo en emprendimientos de otras potencias europeas. Por ejemplo, Hendrik Carloff fue un exoficial de alto rango de la compañía que se unió a la Compañía Sueca de África, fundada en 1649 por el industrial neerlandés Louis De Geer. Al final Carloff dejó la compañía sueca, esta vez por la Compañía Danesa de África, la cual fundó el mismo junto a Isaac Coymans y Nicolaes Pancras, también exempleados de la Compañía Neerlandesa de las Indias Occidentales.
Mientras que la presencia sueca en la Costa de Oro resultó ser solo temporal, los asentamientos británicos y daneses en el área terminaron siendo permanentes. Además, los brandeburgueses también tuvieron fuertes en la zona a partir de 1682 hasta que fueron comprados por los neerlandeses en 1717. Los portugueses ya habían dejado el lugar en forma permanente para ese entonces, pero aun así, la Costa de Oro tenía la más alta concentración de edificaciones militares fuera de Europa.

### Relaciones con las tribus locales

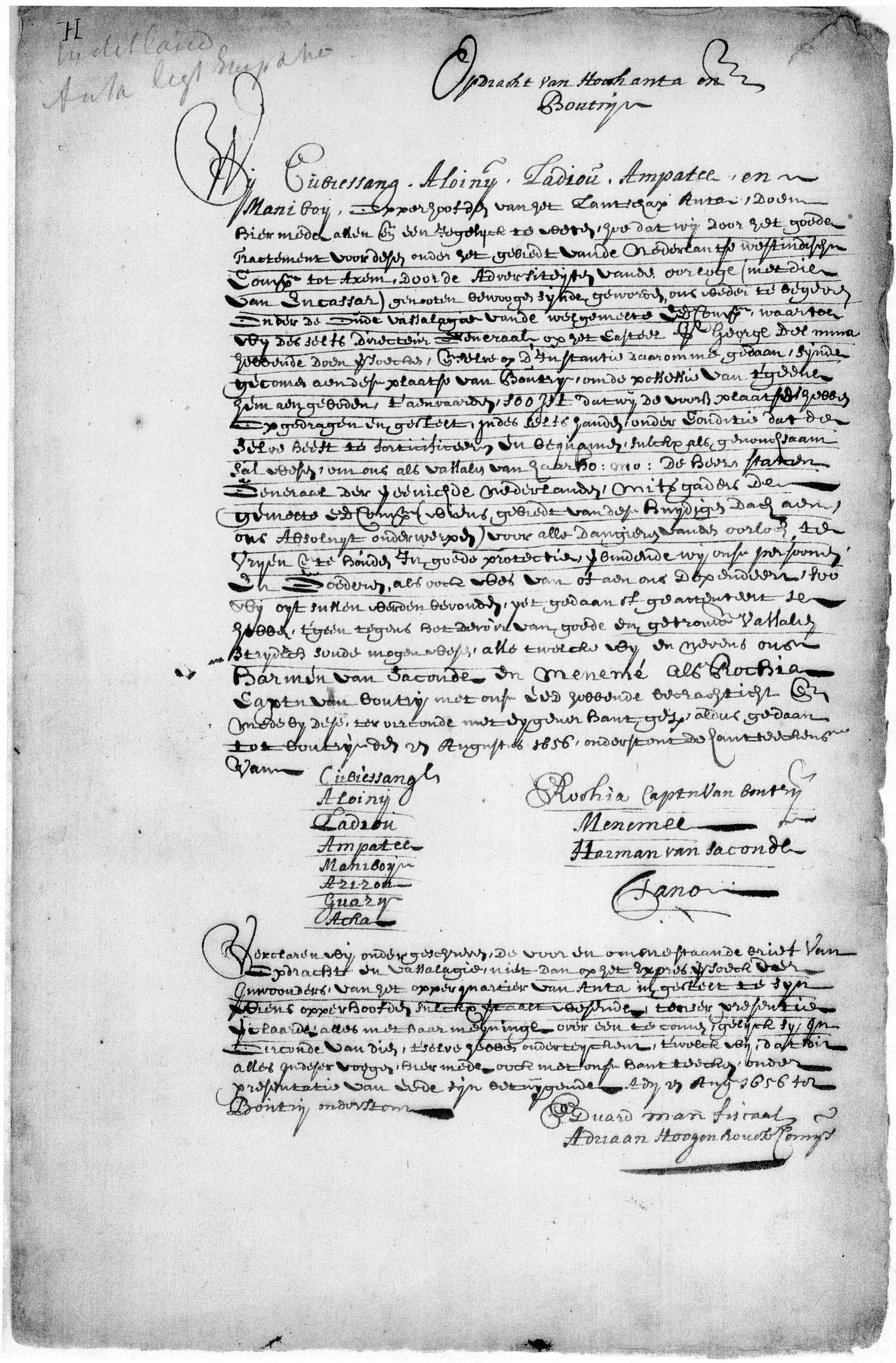
La primera página del Tratado de Butre, firmado el 17 de agosto de 1656.

Algunas veces las potencias europeas entraban en conflicto con los habitantes locales a medida que los europeos forjaban alianzas comerciales con las autoridades políticas locales. Estas alianzas, complicadas en muchos casos, incluían a europeos que buscaban enlistar o persuadir a sus aliados más cercanos para que ataque puertos europeos rivales y sus aliados africanos, o también, varias potencias africanas que buscaban reclutar europeos como mercenarios en sus guerras internas, o como diplomáticos para resolver conflictos.
Con la captura de Elmina, los neerlandeses heredaron de los portugueses un sistema en el que se pagaba tributo a los Denkyira, quienes eran la potencia dominante de la región. Después de la Batalla de Feyiase (1701), el Imperio Ashanti reemplazó a los Denkyira como la potencia dominante, y los neerlandeses comenzaron a pagar el tributo a los Ashanti. Aunque se presume la existencia de un supuesto "Billete Elmina", los neerlandeses normalmente pagaban dos onzas de oro al mes a los Ashanti como tributo. Esta conexión entre los neerlandeses y los Ashanti, quienes a través del puerto de Elmina tenían acceso al comercio con los neerlandeses y el resto del mundo, afectó profundamente las relaciones entre los Países Bajos, los otros pueblos de la zona y el Imperio Británico. Este último se había vuelto un cercano aliado de los Fante, con quienes los Denkyira, y por lo tanto Elmina, tenían estrechos lazos culturales y lingüísticos. Se desataron varias guerras entre los Ashanti y los fante, y la rivalidad entre los dos pueblos jugó un rol importante en los eventos que influyeron en la transferencia de la Costa de Oro neerlandesa a manos británicas en 1872.
En Butre, después de que los neerlandeses lograron desplazar a los suecos del lugar y comenzaran la construcción del Fuerte Batenstein, los líderes de la Compañía Neerlandesa de las Indias Occidentales pensaron que sería de su beneficio el negociar un tratado con los líderes políticos locales para poder establecer una relación pacífica a largo plazo en el área. Los líderes Ahanta locales también consideraron que sería mutuamente beneficioso el firmar dicho acuerdo, y así fue que el Tratado de Butre entró en vigor el 27 de agosto de 1656. Este tratado establecía un protectorado neerlandés en el área, y establecía los lazos diplomáticos entre las Provincias Unidas y Ahanta. Los términos del tratado resultaron ser muy estables y regularon las relaciones diplomáticas entre ambas naciones por más de 213 años. Fue solo después de que la Costa de Oro fue vendida al Reino Unido en 1872 que las provisiones del tratado fueron abolidas.
El 18 de febrero de 1782, como parte de la cuarta guerra anglo-neerlandesa, los británicos atacaron Elmina. Aunque este ataque fracasó, los británicos lograron capturar los Fuertes neerlandeses de Nassau, Ámsterdam, Lijdzaamheid, Goede Hoop y Crêvecoeur. Las Provincias Unidas solo lograron tomar el fuerte británico de Sekondi. En el Tratado de París de 1784, todos los fuertes fueron regresados a sus dueños originales.

### Disolución de la CNIO y abolición del comercio de esclavos

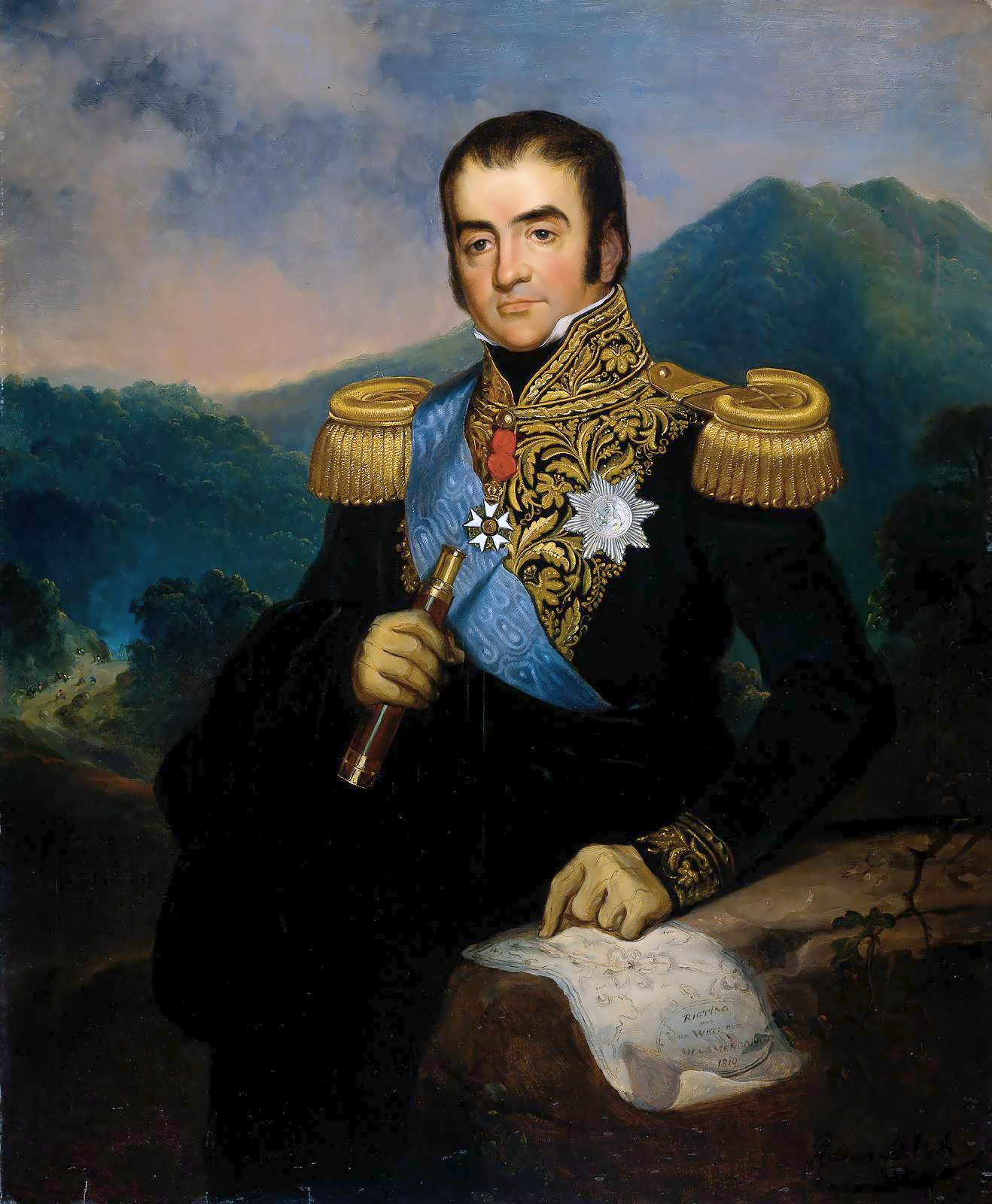
Gobernador General Herman Willem Daendels (1815-1818).

En 1791 se disolvió la Compañía Neerlandesa de las Indias Occidentales, y el 1 de enero de 1792, todos los territorios ocupados por la compañía fueron revertidos a la autoridad de los Estados Generales de las Provincias Unidas. Durante la ocupación francesa de los Países Bajos entre 1810 y 1814, las posesiones neerlandesas en la Costa de Oro estuvieron en la inusual posición -junto con la isla de Deshima en Japón- de ser los únicos territorios neerlandeses que no estuvieron ocupados ya sea por Francia o por el Reino Unido.
La ley británica sobre el comercio de esclavos de 1807 puso fin a todo el comercio de esclavos en la Costa de Oro. Este profundo cambio vino junto a la llegada del Gobernador General Herman Willem Daendels. Daendels fue un patriota que jugó un rol crucial en la revolución bátava, y posteriormente se convirtió en el Gobernador General de las Indias Occidentales Neerlandesas para la República Bátava en 1807. Sus antecedentes republicanos y revolucionarios lo convirtieron en una figura controversial en el Reino de los Países Bajos establecido en 1815, el cual prácticamente le prohibió de entrar al país tras asignarlo a la recóndita gobernación de la Costa de Oro en 1815.
Daendels trató de volver a desarrollar las muy dilapidadas posesiones neerlandesas como una colonia africana de plantaciones impulsada por comercio legítimo. Basándose en su experiencia en la construcción del Gran Camino Postal de la isla de Java en las Indias Orientales Neerlandesas, propuso algunos proyectos de infraestructura muy ambiciosos, incluyendo un sistema de caminos complejo, con una ruta principal que conectaría Elmina con Kumasi en Ashanti. El gobierno neerlandés le dio total libertad y un presupuesto sustancial para implementar sus planes. Al mismo tiempo, sin embargo, Daendels vio su posición como gobernador como una oportunidad para establecer un monopolio privado en la Costa de Oro neerlandesa.
Al final ninguno de sus planes se concretaron ya que Daendels murió de malaria prematuramente en el castillo de Elmina, la sede del gobierno neerlandés, el 8 de mayo de 1818. Su cuerpo fue enterrado en la tumba central en el cementerio neerlandés en el pueblo de Elmina. Estuvo en el país por menos de dos años.

### Reclutamiento de soldados para el Ejército Neerlandés de las Indias Orientales

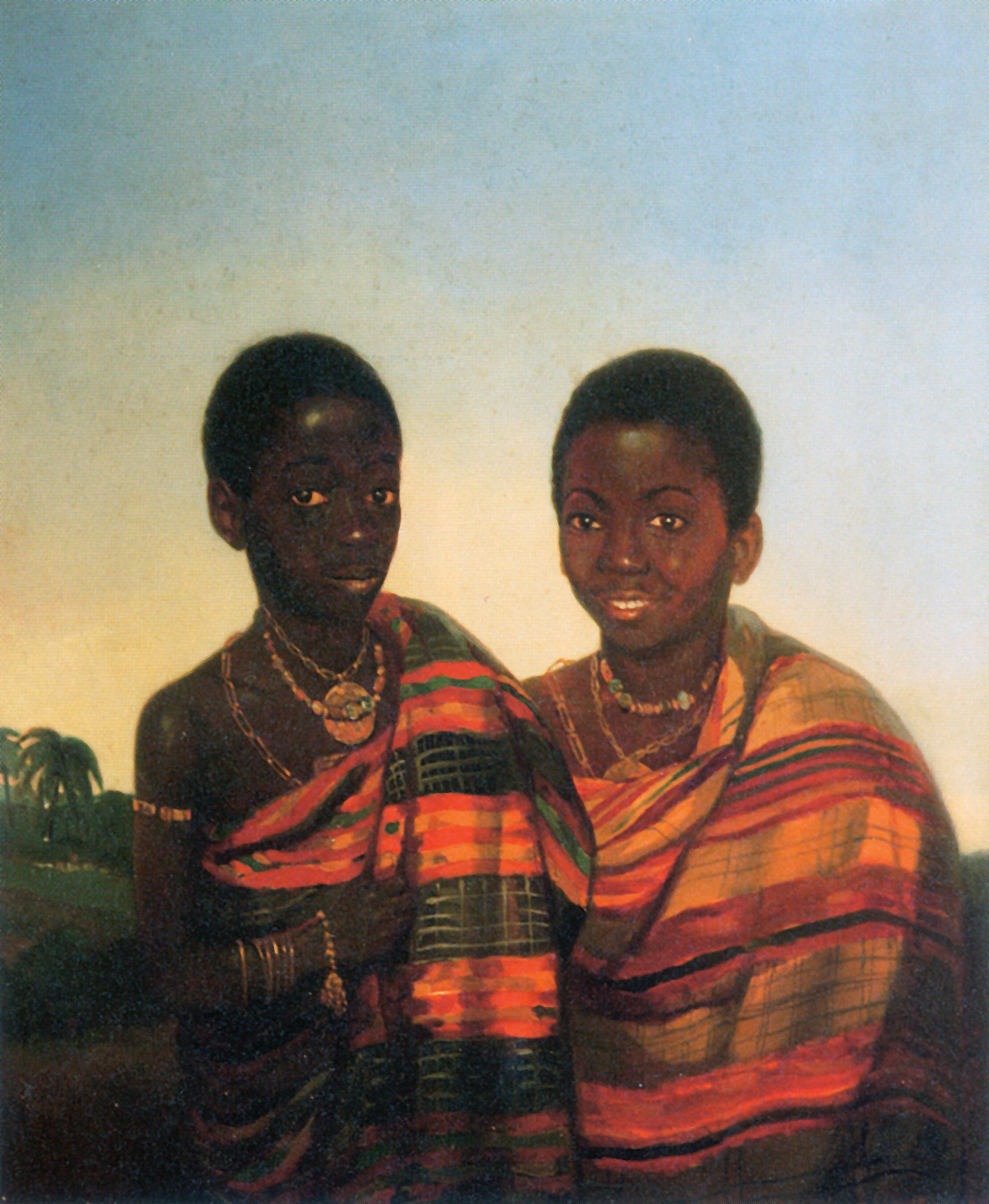
Las princesas ashanti Kwasi Boachi y Kwame Poku fueron enviadas a los Países Bajos para que recibieran educación europea, retrato hacia 1840.

La Costa de Oro neerlandesa lentamente descendió al caos en el resto del siglo XIX. El único evento sustancial que tuvo lugar durante este periodo fue el reclutamiento de soldados para el Ejército Neerlandés de las Indias Orientales. El reclutamiento de los llamados Belanda Hitam (en indonesio, "Neerlandeses Negros") comenzó en 1831 como una medida de emergencia después de que el ejército neerlandés perdiera miles de soldados europeos y un número mucho más alto de soldados "nativos" en la Guerra de Java (1825-1830), al mismo tiempo que vio disminuir su propia población después de la independencia de Bélgica en 1830. Ya que los neerlandeses querían limitar la cantidad de soldados locales en el Ejército Neerlandés de las Indias Orientales a más o menos la mitad de la fuerza total para mantener la lealtad de las tropas nativas, la adición de soldados de la Costa de Oro parecía ser una oportunidad ideal para mantener la fuerza y lealtad del ejército al mismo tiempo. También se esperaba que los soldados africanos sean más resistentes al clima tropical y las enfermedades tropicales de las Indias Orientales Neerlandesas de lo que eran los soldados europeos.
En 1836, el gobierno neerlandés había decidido reclutar soldados a través del Rey de Ashanti. El general Jan Verveer llegó con este propósito a Elmina el 1 de noviembre de 1836 y se dirigió a Kumasi, la capital Ashanti, con una delegación de 900 personas. Después de largas negociaciones, llegó a un acuerdo con el rey Kwaku Dua I. Se estableció un centro de reclutamiento en Kumasi, y más adelante el rey envió a las jóvenes princesas ashanti Kwasi Boachi y Kwame Poku con el general Verveer a los Países Bajos, para que pueda recibir una buena educación. Kwasi Boachi más tarde recibiría su educación en la predecesora de la Universidad de Delft y se convirtió en la primera ingeniera de minas en las Indias Orientales Neerlandesas. El escritor neerlandés Arthur Japin escribió una novela sobre la vida de las dos princesas titulada Los Dos Corazones de Kwasi Boachi (1997).

### Intercambio de fuertes con el Reino Unido y posterior cesión
Mientras que los fuertes neerlandeses se habían convertido en backwaters coloniales para el siglo XIX, los fuertes británicos se habían desarrollado lentamente hasta convertirse en una colonia en sí mismos, especialmente después de que el Reino Unido se apoderara de la Costa de Oro danesa en 1850. La presencia de los fuertes neerlandeses en un área que se había vuelto influenciada cada vez más por el Reino Unido no se consideraba deseable, y a finales de los años 1850 los británicos comenzaron a presionar para comprar los fuertes neerlandeses, o intercambiarlos de forma que produzcan áreas de influencia más coherentes.
Debido a la situación política de la época en los Países Bajos, una venta de los fuertes no era una posibilidad, así que se negociaron intercambios. En 1867, se firmó el Convenio entre el Reino Unido y los Países Bajos para un Intercambio de Territorio en la Costa de Oro de África, a través de la cual todos los fuertes neerlandeses al este de Elmina eran cedidos a Gran Bretaña, mientras que los fuertes británicos al oeste de Elmina eran cedidos a los Países Bajos.
El intercambio resultó ser un desastre para los neerlandeses, ya que su alianza de varios años con el poderoso Imperio Ashanti del interior no fue bien vista con el pueblo Fante de la costa que vivía alrededor de los nuevos fuertes y que era aliado de los británicos. Para someter a la población local en los alrededores del Fuerte Komeda, los Países Bajos debieron enviar una fuerza expedicionaria a la capital de Kwassie-Krom. Al mismo tiempo, los Fante se unificaron en una confederación para expulsar a los neerlandeses y sus aliados Ashanti de Elmina. La confederación estableció un ejército y marchó hacia Elmina en marzo de 1868. Aunque se creía que el ejército fante era lo suficientemente fuerte como para tomar el fuerte a principios de abril, problemas entre las diferentes tribus que formaban la confederación llevaron a que el asedio se levante en mayo. Se firmó un tratado de paz entre la confederación y Elmina, a través del cual Elmina declaraba su neturalidad en caso de que se desatara una guerra entre el Imperio Ashanti y los Fante.
No obstante, el bloqueo del pueblo por parte de la confederación no fue levantado y el comercio entre Elmina y Ashanti se desplomó. Se intentó persuadir a Elmina para que se una a la confederación, pero sin éxito. Elmina y los neerlandeses enviaron una solicitud de ayuda al rey de los Ashanti, cuyo ejército, bajo el mando de Atjempon, llegó a Elmina el 27 de diciembre de 1869. Como era de esperar, el ejército Ashanti tenía una mala actitud hacia sus rivales Fante, haciendo de los prospectos de un acuerdo entre los elmineses respaldados por Ashanti y los nuevos fuertes dominados por los Fante que habían sido transferidos recientemente a los neerlandeses incluso más difícil.
Al mismo tiempo, en los Países Bajos, los conflictos hicieron que los pedidos por el traspaso de toda la colonia al Reino Unido se hicieran más insistentes. El gobernador neerlandés de Elmina, Cornleis Nagtglas, trató de persuadir a los elmineses de que entregasen su ciudad a los británicos. Esto se complicó aún más con la presencia de un ejército Ashanti en el lugar, que incluso arrestó a Nagtglas por un corto periodo de tiempo en abril de 1871. En febrero de ese mismo año el Reino Unido y los Países Bajos habían firmado un tratado bajo el cual la colonia fue cedida a los británicos por la suma de 46.939,62 florines neerlandeses.  El 6 de abril de 1872, después de la ratificación del tratado por parte del parlamento, Elmina fue cedida formalmente al Reino Unido.

### Destrucción de Elmina

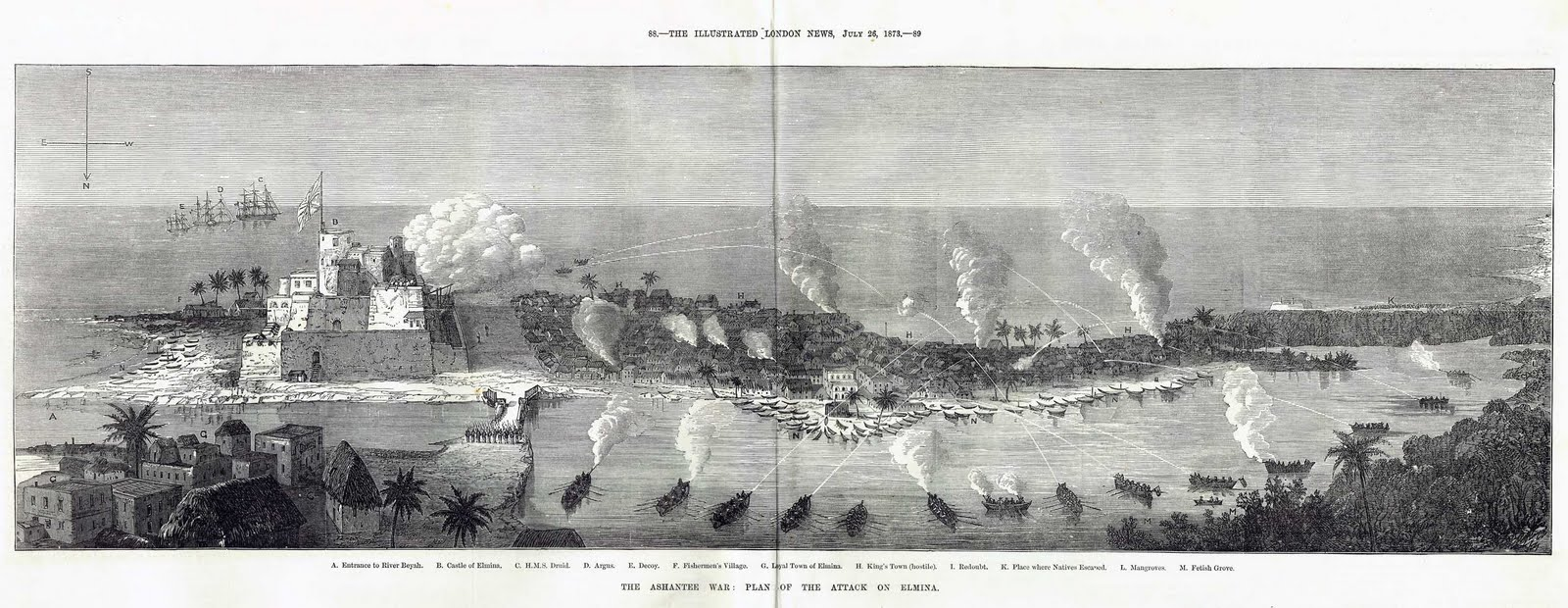
El bombardeo de Elmina.

Como era de esperarse, los Ashanti no se mostraron contentos con la entrega de Elmina a los británicos, que estaban aliados con Fante. El rey asante Kofi Karikari dio por sentado la soberanía ashanti sobre el pueblo debido al "billete asante", con el cual los neerlandeses pagaban tributo al Imperio asante. En 1873, la situación se intensificó cuando un ejército asante marchó hacia Elmina para "retomar" el pueblo de manos británicas. Así comenzó la Tercera Guerra anglo-asante, y el Reino Unido comenzó a bombardear Elmina el 13 de junio de 1873. El sector antiguo del pueblo fue destruido por completo y demolido para poder hacer espacio para un área de desfiles.

## Administración

### Compañía Neerlandesa de las Indias Occidentales
Durante la administración de la Compañía Neerlandesa de las Indias Occidentales, el jefe de Gobierno de la colonia era un Director-General. El Director-General era asistido por un consejo de oficiales coloniales. Además de ser el líder supremo de la colonia, el Director-General también era el comandante supremo de las fuerzas terrestres y marítimas, y el máximo oficial judicial. El Director-General tenía un mandato doble, habiendo sido posesionado tanto por los Estados Generales de las Provincias Unidas como por la Compañía Neerlandesa de las Indias Occidentales. El gobierno colonial tenía su sede en el Fuerte Nassau en Mouri entre 1621 y 1637, y en el Fuerte George en Elmina a partir de 1637.
Cuando los neerlandeses capturaron las colonias portuguesas de Luanda y São Tomé en 1642, las posesiones de la Compañía Neerlandesa de las Indias Occidentales en la costa de África fueron divididas en dos comandos separados. Al gobierno de Elmina se le asignó la gobernación de "Guinea y sus dependencias desde el Cabo Tres Puntas hasta el Cabo Lopes Gonsalves", y el gobierno de Luanda con las posesiones al sur de este último, incluiendo a São Tomé. El título del Director-General en Elmina fue cambiado a "Director-General de la Costa Norte de África". Cuando los portugueses recapturaron Luanda en 1648, São Tomé fue gobernado por un corto periodo de tiempo desde Elmina, hasta que también fue recapturado por Portugal ese mismo año.
Con el establecimiento de la Segunda Compañía Neerlandesa de las Indias Occidentales en 1675, la estructura de gobierno fue revisada. El área que estaba bajo la autoridad del Director-General fue redefinida como "la Costa de África, desde Sierra Leona hasta los 30 grados al sur del ecuador, incluyendo todos los territorios e islas en el camino", de esta manera volviendo a afirmar su reclamo por los territorios perdidos con Portugal en esta área. A su vez, el título de Director-General fue cambiado a "Director-General de la Costa del Norte y Sur de África". Esta denominación más larga no fue principalmente para reclamar Luanda y Sao Tomé de los portugueses, sino que fue simplemente para establecer la autoridad sobre el comercio neerlandés en la zona. Esto fue importante en especial para Reino de Loango, del cual los neerlandeses comenzaron a comprar esclavos en grandes cantidades a partir de los años 1670 en adelante. Hasta la liquidación de la Compañía Neerlandesa de las Indias Occidentales en 1791, el título de Director-General y los límites de su jurisdicción se mantuvieron sin cambios.

#### Composición del consejo
Según la instrucción gubernamental de 1722, el consejo era compuesto por el Director-General, que fungía como el presidente del consejo, el fiscal (en neerlandés: fiscaal), el jefe comerciante (en neerlandés: opperkoopman), y los comisionados en jefe (en neerlandés: oppercommies). Los comisionados eran el administrador del Fuerte Saint Anthony en Axim, el administrador del Fuerte Nassau en Mouri, el administrador del Fuerte Crèvecoeur en Acra, y el administrador de la fábrica en Ouidah, en la Costa de los Esclavos neerlandesa. Entre 1746 y 1768, el consejo consistió del director general, el fiscal, y los siete "primeros oficiales" con el más alto rango, los cuales incluían a los comisionados en jefe, el maste de obras (en neerlandés: equipagemeester), el contador general (en neerlandés: boekhouder-generaal), y el alférez (en neerlandés: vaandrig). En 1768 el consejo se redujo nuevamente al fiscal, los tres comisionados en jefe (el puesto comercial en Ouidah había sido abandonado desde entonces), y el comisionado y consejero. La composición del consejo fue alterada una última vez en 1784, al inicio de la cuarta guerra anglo-neerlandesa, extendiendo ahora la membresía al contador general y comisionado.

### Gobierno neerlandés directo
Después de la liquidación de la Compañía Neerlandesa de las Indias Occidentales en 1791, el Consejo de las Colonias de las Indias Occidentales se hizo cargo del gobierno de la Costa de Oro neerlandesa. Hubo pocos cambios en los primeros años, y la antigua administración de la Compañía se mantuvo intacta.
Esto cambió cuando la República Bátava reemplazó a la República Neerlandesa en 1795. La administración de la Costa de Oro neerlandesa fue reformada por una resolución secreta del 12 de mayo de 1801. La oficina del Director-General fue renombrada como Gobernador-General, y el Consejo fue dividido en Gran Consejo y Consejo Pequeño. El Consejo Pequeño era responsable del gobierno diario de la colonia, y era compuesto por el Gobernador-General, el administrador-y-Director-General (en neerlandés: boekhouder ten comptoir-generaal). El Gran Consejo estaba compuesto por el Pequeño Consejo, además de los residentes del Fuerte Crèvecoeur en Acra, el Fuerte Saint Anthony en Axim, el Fuerte San Sebastián en Shama, y el Fuerte Ámsterdam en Kormatin, y se reunía una vez cada tres meses.
La administración de la Costa de Oro neerlandesa fue reformada una vez más cuando el Reino de Holanda reemplazó a la República Bátava en 1806. Por decreto real de Luis Napoleón, Rey de Holanda, la oficina del Gobernador-General fue reducida a Comandant-General en 1807, y la administración fue cambiada por completo en 1809. Un cambio incluso más grande se dio después del establecimiento del Reino de los Países Bajos en 1815. Dejando atrás los años de incertidumbre durante la ocupación francesa, y con el comercio de esclavos abolido, el nuevo reino preparó un plan para transformar la colonia en una colonia de plantación rentable. Para este propósito el nuevo gobernador Herman Willem Daendels recibió un mandato abierto y un grueso presupuesto, pero el proyecto llegó a un abrupto fin con la muerte de Daendels en 1818.
Después de quedarse sin un gobernador visionario, la corona recortó el presupuesto para la colonia. Las nuevas regulaciones del 1 de noviembre de 1819 redujeron el presupuesto al mínimo necesario para mantener funcionando a la colonia, despidieron a todos los oficiales coloniales que no eran necesarios, y pensionaron a la mayoría de los esclavos con el estado. Más notablemente, las oficinas del contador, el fiscal, el secretario, el cajero y el alguacil fueron combinados en una oficina, y la suma de sus funciones fueron incorporadas en el título del gobernador (en neerlandés:boekhouder, fiscaal, secretaris, kassier en deurwaarder).). Además, la oficina del gobernador-general fue degradada a comandante. Cuando los neerlandeses decidieron reclutar soldados para el Ejército de las Indias Neerlandesas Orientales en 1836, el gobierno fue fortalecido una vez más, algo que entró en efecto después de la desastrosa Guerra de Ahanta de 1838. Debido al decreto real del 23 de marzo de 1838, la oficina del comandante fue elevada a de gobernador y se instauraron funcionarios adicionales para hacer más efectivo al gobierno. El mismo gobierno fue reformado en 1847, que entre sus invenciones más notables estuvieron el establecimiento de una Corte de Justicia, separada legalmente del consejo, aunque los miembros muchas veces ocupaban cargos en ambas instituciones. La oficina del fiscal, responsable por llevar a cabo procesos legales, fue renombrada como la Oficialía de Justicia.
A finales de los años 1850, la organización administrativa que dividía a la colonia en fuertes fue cambiada por una división en distritos (en neerlandés: afdelingen), lo que afirmó la soberanía neerlandesa (o suzeranía) no solo sobre los fuertes, sino también sobre el territorio que los rodeaba. Se les ordenó a los oficiales de distrito a realizar un levantamiento de información sobre la situación física, económica y sociopolítica de los distritos. Como consecuencia de la implementación de impuestos a las importaciones después del Tratado anglo-neerlandés de la Costa de Oro, una oficina de impuestos fue establecida en Elmina en 1867. De igual manera, se estableció una oficina postal.

## Economía
Aunque hoy en día la colonia es relacionada principalmente con el comercio de esclavos del Atlántico, esta no fue la razón por la cual los primeros comerciantes neerlandeses comenzaron a hacer negocios en la Costa de Oro. Barent Eriksz acumuló riquezas comerciando oro, marfil y pimienta de África occidental. Se hicieron intentos de establecer una colonia de plantaciones y abrir minas de oro en la costa, pero prácticamente todos estos intentos fracasaron.
Uno de los primeros intentos de establecer una colonia de plantaciones lo hicieron los hijos del Gobernador General Herman Willem Daendels en 1816. Establecieron una plantación llamada Oranje Dageraad en Simbo. El mismo Gobernador General intentó comprar 300 esclavos de los Kumasi, quienes recuperarían su libertad después de trabajar la tierra. Ambos proyectos fracasaron.
Entre 1845 y 1850, después del fracaso del Fuerte Ruychaver, el gobierno colonial trató de establecer una mina de oro en la costa. El gobierno neerlandés compró una mina de oro al aire libre del cacique de Butre, y en 1845 envió una expedición conformada por un director, tres ingenieros y nueve trabajadores a la aldea de Dabokrom para abrir una mina. Dos ingenieros y los nueve trabajadores sucumbieron ante enfermedades tropicales y murieron, dejando al resto de la expedición y retornando a Europa. La segunda expedición de 1847 no fue más exitosa, esta vez sufriendo 11 muertes de las 13 personas que participaron. Para 1850, el gobierno neerlandés abandonó sus intentos mineros.
También se intentó desarrollar una colonia con el establecimiento de una plantación de algodón en las afueras de Elmina. Para este proyecto, un hombre brasileño llamado La Rocha Vièra fue llevado a la Costa de Oro. Debido al duro trato de que eran objeto los trabajadores, La Rocha Vièra tuvo problemas para atraer nueva mano de obra, y la plantación murió prematuramente. En 1848, el gobierno intentó establecer una plantación de tabaco en los jardines de Elmina, pero fracasó debido a las malas condiciones del suelo. Una plantación de tabaco más exitosa fue establecida en Simbo, pero de igual manera fracasó debido a que pocos trabajadores querían trabajar allí. Entre febrero y octubre de 1859, el funcionario gubernamental J.S.G. Gramberg trató de desarrollar el suelo en los alrededores del río Bossumprah, pero también tuvo dificultades atrayendo trabajadores.
Las únicas dos plantaciones que fueron exitosas fueron una plantación de café en Akropong, establecida por misioneros de Basilea, y otra en Mayra cerca de Acra, cuyo dueño era un emprendedor mulato llamado Lutterodt y era trabajada por esclavos.

## Sociedad

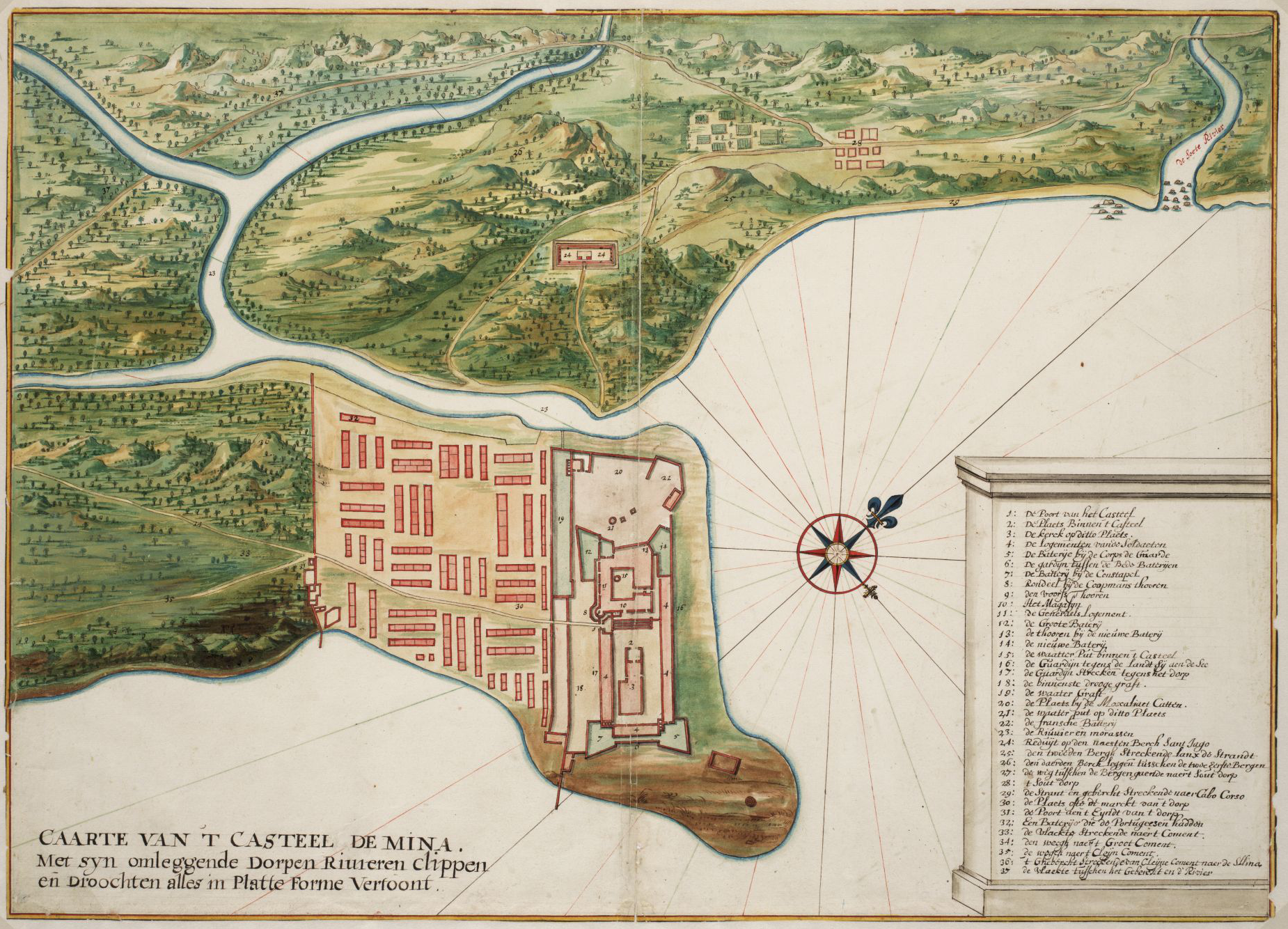
Mapa de Elmina cerca de 1665, por Johannes Vingboons.

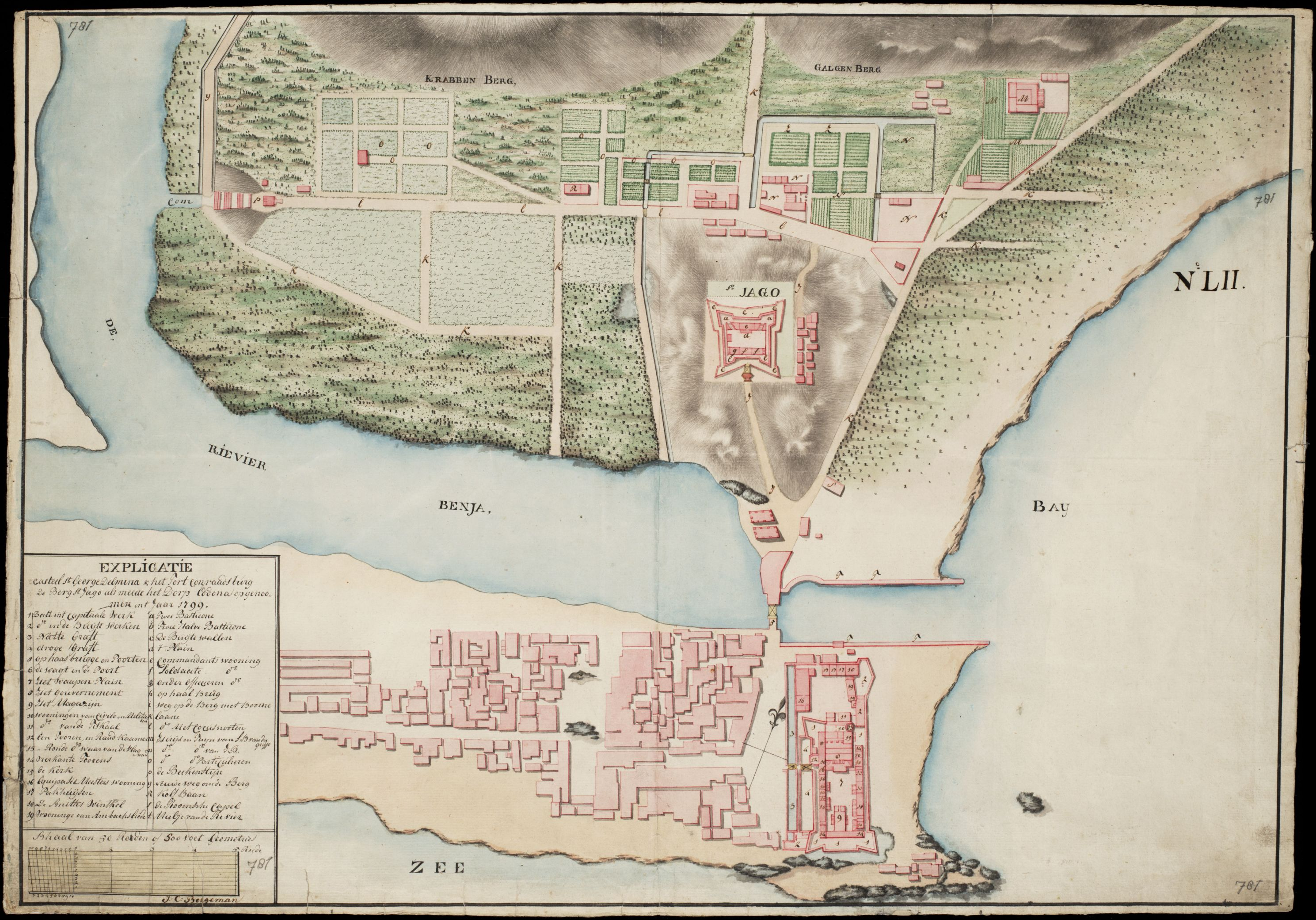
Mapa de Elmina cerca de 1799, por J.C. Bergeman.

Hasta su destrucción en 1873, Elmina era el asentamiento más grande de la Costa de Oro, eclipsando incluso a Acra y Kumasi. En el siglo XVIII, su población oscilaba entre los 12.000 y 16.000 habitantes, y en el siglo XIX aumentó hasta 20.000. Sin embargo, La mayoría de estos habitantes no eran europeos; sus números alcanzaron un punto máximo en el siglo XVIII cuando hubo 377 empleados de la Compañía de las Indias Occidentales estacionados en el lugar, para luego caer hasta tan solo 20 funcionarios públicos en el siglo XIX.
Muchos más numerosos eran los habitantes africanos de Elmina, que venían de todas las regiones de la Costa de Oro para probar su suerte. Además de gente del pueblo asante y varios pueblos akan, Elmina también contaba con una población considerable de gente ewe y ga, quienes habían llegado desde el este de la actual Ghana. Los esclavos también formaban una parte importante de la población de Elmina, y en muchos casos eran posesión de los mismos ciudadanos akan.
El tercer grupo en Elmina eran aquellos de raza mezclada, el resultado de las relaciones entre los empleados de la Compañía de las Indias Occidentales Neerlandesas y las mujeres africanas de Elmina. Los hijos ilegítimos de los empleados eran llamados "Tapoeijers" por los neerlandeses, y, según ellos, el color de su piel era similar al de los nativos americanos. Un decreto del Gobernador General de Elmina en 1700 obligó a los empleados de la Compañía de las Indias Occidentales Neerlandesa que estaban regresando a los Países Bajos que debían llevarse a sus hijos (ilegítimos) con ellos, o tenían que pagar una cantidad de dinero para que puedan recibir una "crianza cristiana". Para este último propósito se estableció una escuela en Elmina.
Muchas personas mestizas, también conocidas como Euro-africanos, se volvieron exitosos comerciantes. El más conocido de estos fue Jan Niezer, quien visitó Europa en varias ocasiones y comerciaba en forma directa con empresas europeas y americanas.
El cuarto grupo en Elmina también era mestizo, pero contaban con un estatus diferente, "Vrijburghers" (ciudadanos libres). Tenían los mismos derechos que los europeos, y estaban organizados en una compañía diferente conocida como "Akrampafo". Su burgemeester (alcalde) tenía el poder de cerrar tratos con los neerlandeses, y todos los Vrijburghers tenían el derecho a portar una espada.  Entre los Vrijburghers más conocidos se encuentran Carel Hendrik Bartels, Jacob Huidecoper y Jacob Simon. Muchos de ellos trabajaban en los puestos más bajos de la administración de Elmina, y en el siglo XIX, varias familias de Vrijburghers enviaron a sus hijos (incluyendo a las mujeres) a estudiar a Europa. En el siglo XIX se asentaron en la parte norte de la laguna Benya, cerca del Fuerte Coenraadsburg. Esta parte de Elmina, también conocida como "el Jardín", no fue bombardeada por los británicos en 1873.

## Legado
Después de que Indonesia obtuviese su independencia en 1945, la mayoría de los Belanda Hitam emigraron a los Países Bajos, ya que habían sido soldados del Ejército de las Indias Orientales Neerlandesas. Luego de eso, la historia colonial de los Países Bajos en la Costa de Oro fue más o menos olvidada. Esto cambió un poco después de que Arthur Japin publicara el libro anteriormente mencionado Los Dos Corazones de Kwasi Boachi en 1997. Esta nueva atención sobre el tema también reveló que la cabeza del líder ahanta, el rey Badu Bonsu II, fue llevada a los Países Bajos después de su ejecución en 1838, y aún se encontraba en posesión del Centro Médico de la Universidad de Leiden. La cabeza del rey fue devuelta al embajador de Ghana en una ceremonia que tuvo lugar el 23 de julio de 2009 en La Haya.
En el año 2002 se celebró el 300 aniversario del establecimiento de relaciones diplomáticas entre Ghana y los Países Bajos. El príncipe neerlandés Guillermo Alejandro y su esposa Máxima visitaron Ghana entre el 14 y el 17 de abril, y el rey asante Otumfuo Nana Osei Tutu II visitó los Países Bajos en junio. El aniversario celebra, más específicamente, el envío de David van Neyedael de la Compañía de las Indias Neerlandesas Occidentales como enviado al Imperio Asante en 1701, después de que los asante se convirtieran en el poder dominante de la Costa de Oro después de su victoria sobre los Denkyira en la Batalla de Feyiase.
Además de los fuertes que existen a lo largo de la costa, otro legado de la presencia neerlandesa en la región son los apellidos neerlandeses que tomaron muchos de los descendientes de los hijos que los comerciantes de esclavos de los Países Bajos tuvieron con sus amantes negras. Bossman es un apellido común en Ghana, el cual proviene originalmente del comerciante de esclavos neerlandés Willem Bosman. Otros apellidos ghaneses que tienen orígenes neerlandeses incluyen Bartels, Van Dyck y De Veer.

### Ghaneses con ascendencia parcial neerlandesa
Entre algunos de los ghaneses más importantes con ascendencia neerlandesa se encuentran:
- Kwamena Bartels, político ghanés y exministro del Interior
- Peggielene Bartels, cazique del pueblo de Tantum
- Francis Bossman, futbolista ghanés
- Peter Bossman, nacido en Ghana, actual alcalde de la ciudad eslovena de Piran
- Alfred Vanderpuije, alcalde de Acra[42]
- William Vanderpuye, actor británico de ascendencia ghanesa